# Danzas sinfónicas

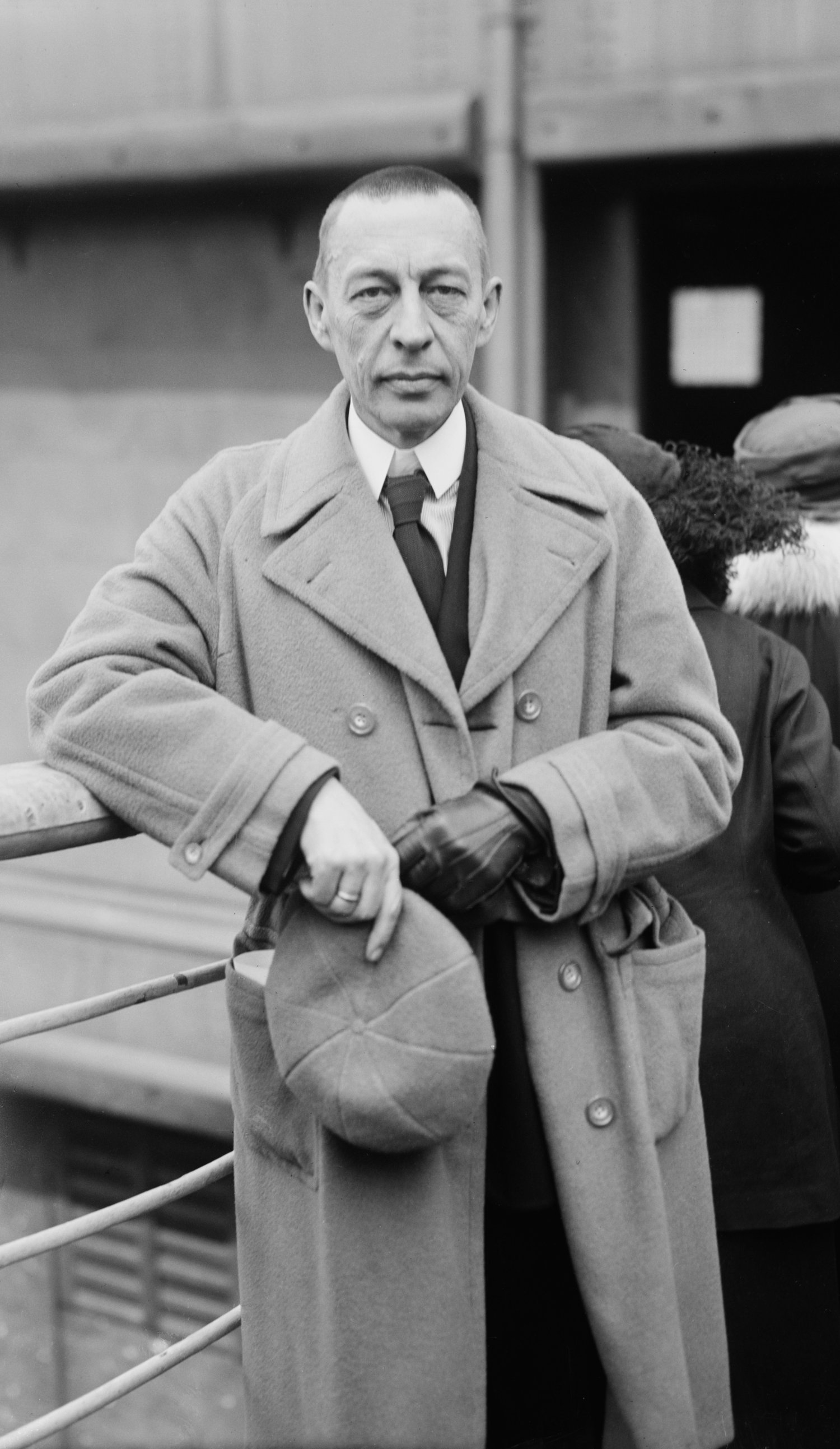
Imagen de Serguéi Rajmáninov.

Las Danzas sinfónicas, Op. 45, es una suite orquestal en tres movimientos. Completada en 1940, es la última composición de Serguéi Rajmáninov. La obra resume el estilo de composición en más de una forma.
La obra es plenamente representativa del estilo tardío del compositor con sus curiosas, cambiantes melodías, parecido al de Prokófiev-como los grotescos movimientos centrales y el enfoque del color de cada instrumento durante toda la obra (destacando el empleo del saxofón alto en la primera danza). El motivo inicial de tres notas, introducido suavemente pero pronto reforzado por fuertes acordes en staccato y responsable de la mayoría de la vitalidad del movimiento, es reminiscente del tema de la Reina de Shemakha en la ópera el El gallo de oro de Rimski-Korsakov, la única música de otro compositor ruso que se llevó con él al abandonar Rusia en 1917 tras la Revolución bolchevique. Las Danzas evocan la nostalgia de la Rusia que él conoció, como también ocurre en la Tercera Sinfonía, así como la fascinación por los temas eclesiásticos que tuvo durante toda su vida. Toma el primer tema de su Primera Sinfonía en el tema inicial de la primera danza, a su vez derivado de los motivos característicos de la música secular de Rusia. En el final emplea tanto el tema Dies irae y el canto «Bendecido por el Señor» (Blagosloven yesi, Gospodi) de Las vísperas.

## Instrumentación
La obra está orquestada para flautín, 2 flautas, 2 oboes, corno inglés, 2 clarinetes, clarinete bajo, saxofón alto, 2 fagotes, contrafagot, 4 trompas, 3 trompetas, 3 trombones, tuba, timbales, triángulo, pandereta, tambor, platillos, bombo, tam-tam, xilófono, glockenspiel, campanas tubulares, arpa, piano y cuerdas.

## Movimientos
1. Non allegro
2. Andante con moto (Tempo di valse)
3. Lento assai - Allegro vivace - Lento assai. Come prima - Allegro vivace.

## Concepción
Rajmáninov compuso las Danzas sinfónicas cuatro años después de su Tercera Sinfonía, la mayor parte en el estado de Honeyman, «Orchard Point», en Centerport, Nueva York, con vistas Long Island Sound. Su nombre original es Danzas fantásticas, con los movimientos titulados como «Mediodía», «Atardecer» y «Medianoche». Mientras que el compositor le escribió al director Eugene Ormandy a finales de agosto de 1940 que la pieza ya estaba acabada y faltaba solo orquestarla, el manuscrito de la partitura completa presenta como fechas de finalización de septiembre y octubre de 1940. Fue estrenada por Ormandy con la Orquesta de Filadelfia, a quien le fue dedicada la obra, el 3 de enero de 1941.
Las Danzas combinan secciones de ritmos enérgicos, que recuerdan a La consagración de la primavera de Stravinsky, con algunas de las melodías más exuberantes del compositor. La vivacidad rítmica, una característica del estilo tardío del Rajmáninov, debe ser destacado aquí por dos motivos. Primero, al haber sido animado tras el éxito de la Rapsodia sobre un tema de Paganini como un ballet en 1939 y quería escribir algo como continuación. En segundo lugar, es probable que incluyera material que en un principio iba destinado a un ballet titulado Los escitas, empezado en 1914-15 pero abandonado tras la marcha de Rajmáninov de Rusia. Aunque no haya sobrevivido ningún manuscrito del ballet, no es inconcebible que empleara partes del ballet, debido a la gran memoria de Rajmáninov. Era capaz de recordar y tocar seguidamente y con bastante precisión piezas que había oído años atrás, incluso las que hubiera escuchado solo una vez.
La obra es remarcable por ser la única vez que emplea el saxofón alto como instrumento solista en una de sus obras. La composición incluye varias referencias a otras obras de Rajmáninov y puede considerarse como un resumen de toda su carrera como compositor. La primera danza acaba con una referencia a su desafortunada Primera Sinfonía (1897). La fantasmagórica segunda danza (llamada «crepúsculo» en algunos bocetos) simboliza los años que van del cambio de siglo a la Revolución rusa de 1917. La última danza es una especie de lucha entre el tema Dies Irae, representando la Muerte y una referencia a Las vísperas (1915), representando la Resurrección. El tema de la Resurrección demuestra ser victorioso al final (Rajmáninov escribió la palabra Aleluya al final de la partitura).

## Arreglos

### Concierto
Rajmáninov escribió un arreglo para dos pianos mientras componía la versión orquestal. Existe además un arreglo para banda orquestal.

### Ballet
El nombre Danzas sinfónicas sugiere que la composición pudiera ser danzada también. Rajmáninov se carteó con el coreógrafo Michel Fokine sobre la posibilidad de crear un ballet a partir de las Danzas. Le tocó la composición a Fokine en el piano; el coreógrafo respondió con entusiasmo. El fallecimiento de Fokine en agosto de 1942 hizo imposible la colaboración en este sentido.
Salvatore Aiello realizó la coreografía de las Danzas sinfónicas para el Teatro de Danza de Carolina del Norte en 1991. También Peter Martins lo hizo en 1994 para el New York City Ballet.

### Órgano
Existe una transcripción no publicada de la pieza por el compositor e intérprete francés Jean Guillou, escrita para dos órganos.

## Grabaciones destacadas
1. Kiril Kondrashin, dirigiendo la Orquesta Filarmónica de Moscú.
2. André Previn, dirigiendo la Orquesta Sinfónica de Londres.
3. Vladimir Ashkenazy, dirigiendo la Orquesta Real del Concertgebouw.
4. Lorin Maazel, dirigiendo la Orquesta Filarmónica de Berlín.
5. Kirill Petrenko, dirigiendo la Orquesta Filarmónica de Berlín el 15 de febrero de 2020.[7]
6. Leonard Slatkin, dirigiendo la Orquesta Sinfónica de Detroit.